# غابرييلا رييس
غابرييلا رييس (6 نوفمبر 1992 في جمهورية الدومينيكان - ) (بالإنجليزية: Gabriela Reyes)‏ هي لاعبة كرة طائرة دومينيكا في مركز ممرر ‏. لعبت مع Mirador Volleyball ‏.